# Nicolae Dică
Nicolae Constantin Dică (* 9. května 1980, Pitești) byl rumunský fotbalista.
Hrál hlavně v rumunských klubech. Byl na ME 2008.

## Hráčská kariéra
Nicolae Dică hrál ofenzivního záložníka či útočníka za CS Mioveni, FC Argeș Pitești, Steauu Bukurešť, Calcio Catania, Iraklis Soluň, CFR Kluž, Manisaspor a Viitorul Constanța.
V reprezentaci hrál 32 zápasů a dal 9 gólů. Byl na ME 2008.

## Trenérská kariéra
Dnes trénuje.

## Úspěchy

### Klub
Steaua
- Liga I: 2004–05, 2005–06
- Cupa României: 2010–11
- Supercupa României: 2006

CFR Cluj
- Liga I: 2009–10
- Cupa României: 2009–10

### Individuální
- Rumunský fotbalista roku: 2006